# Fredric Wertham
Fredric Wertham (Monaco di Baviera, 20 marzo 1895 – Kempton, 29 novembre 1981) è stato uno psichiatra statunitense di origini tedesche. Fu autore di testi attraverso i quali teorizzò gli effetti dannosi che i mass media, e i fumetti in particolare, avrebbero sullo sviluppo dei bambini. Il suo libro più famoso è Seduction of the Innocent (1954), che produsse un'interrogazione presso il Congresso degli Stati Uniti a proposito dell'industria del fumetto e che, più tardi, portò alla creazione del Comics Code (un codice di regolamentazione dei fumetti).

## Gli inizi
Wertham nacque a Monaco di Baviera, in Germania, studiò a Erlangen e a Londra (oltre che nella stessa Monaco), e nel 1921 si laureò presso l'università di Würzburg. Un'importante influenza sulla sua carriera ebbero, tra gli altri, Sigmund Freud, col quale tenne una corrispondenza, ed Emil Kraepelin; lavorando alla clinica di Kraepelin, Wertham fece sua l'idea (a quel tempo nuova) che l'ambiente e il background sociale avessero importanti effetti sullo sviluppo psicologico della persona. Nel 1922 si trasferì negli Stati Uniti, inizialmente lavorando alla Johns Hopkins University; nel 1932 si spostò a New York, dove assunse l'incarico di psichiatra presso un ente pubblico cittadino.
Poco dopo l'inizio del suo lavoro a New York, Wertham comparve sotto i riflettori come testimone qualificato durante il processo del serial killer Albert Fish. Fish era uno psicopatico e masochista, colpevole dell'uccisione di almeno una quindicina di bambini nonché di ulteriori, efferati delitti. Wertham dichiarò di non aver mai visto nessun caso simile in tutta la sua carriera, e che Fish era l'essere umano più disturbato che avesse mai visto. Nonostante tale dichiarazione, Fish fu giudicato sano di mente e giustiziato. Più tardi, Wertham tornerà a parlare del caso di Fish, e di altri processi per omicidio ai quali prese parte, nel suo libro The Show of Violence (1949).
Il primo libro scritto da Wertham, The Brain as an Organ (1934), era uno studio generale sulle malattie mentali basato sulle teorie di Kraepalin. Ma il lavoro che Wertham conduceva con i "ragazzi difficili", e l'interesse professionale che egli nutriva per la cultura popolare, spostarono presto le attenzioni dei suoi studi verso le influenze negative dei mezzi di comunicazione di massa. Il suo testo del 1941 Dark Legend, si basava sulla storia vera di un giovane assassino, un ragazzo diciassettenne che secondo Wertham coltivava oscure fantasie influenzate da film, show radiofonici e fumetti. Questi ultimi erano estremamente popolari presso i giovani dell'epoca, e dunque non era strano che anche i giovani criminali ne fossero grandi fruitori, ma Wertham vi vide con crescente convinzione un sinistro legame.
I suoi articoli, pubblicati all'interno di diverse riviste, e i suoi libri iniziarono a trattare esclusivamente degli effetti deleteri dei media, e dei fumetti in particolare. Non era il solo a muovere questo tipo di critica, ma la sua grande reputazione di medico che era stato più volte chiamato a testimoniare nel corso di processi o di fronte a commissioni governative gli conferiva una notevole influenza. Seduction of the Innocent, insieme alle successive pubbliche dichiarazioni di Wertham sui comics, sono la massima espressione di tale influenza.

## Seduction of the Innocente le udienze presso il Senato

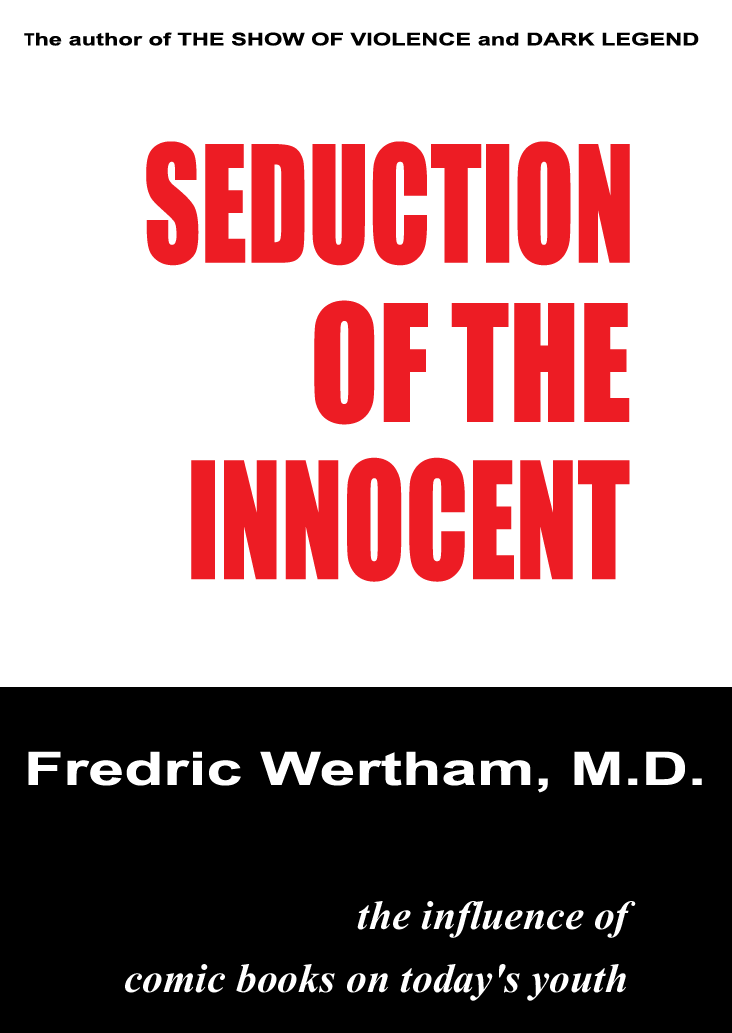
Seduction of the Innocent

Seduction of the Innocent descriveva le rappresentazioni, esplicite o velate, di violenza, sesso, uso di droga e altri argomenti analoghi nei "crime comics" (un termine che Wertham usava per descrivere non soltanto i fumetti incentrati su gangster o criminali vari, molto in voga all'epoca, ma anche le storie di supereroi o i fumetti horror), e asseriva, basandosi in gran parte su aneddoti non documentati o addirittura falsificati, che la fruizione di simili letture incoraggiava analoghi comportamenti nei bambini.
I fumetti, e in particolar modo quelli di genere horror o aventi per protagonisti dei criminali, non erano avari di immagini crude; queste ultime furono largamente riportate da Wertham, il quale le definiva "un'offesa per gli occhi" trattandosi secondo la sua visione di temi macabri ricorrenti. Molte altre sue congetture, in particolare quelle riguardanti le allusioni sessuali nascoste (presunte immagini di nudi femminili nascoste nelle cortecce degli alberi, o la definizione di Batman e Robin quale coppia omosessuale), furono accolte con derisione nell'industria del fumetto (fa eccezione la teoria di Wertham che vedeva in Wonder Woman velati elementi del bondage: tale tesi trovava un certo fondamento nell'ammissione fatta a tal proposito dallo stesso creatore del personaggio, William Moulton Marston; Wertham tuttavia si spingeva ben oltre, arrivando a ravvisare in Wonder Woman una lesbica, per via della sua forza e del suo carattere indipendente).
La risonanza che ebbe questo libro, unita alla reputazione precedentemente guadagnata da Wertham, resero inevitabile una sua convocazione di fronte a una commissione del senato degli Stati Uniti, incaricata di occuparsi di delinquenza giovanile sotto la guida di Estes Kefauver, personalità particolarmente attiva contro il crimine. Nella lunga testimonianza resa alla commissione, Wertham reiterò le tesi espresse nel suo libro e indicò nei fumetti una delle maggiori cause della delinquenza giovanile.
Con il testimone successivo, l'editore William Gaines, il comitato si soffermò su quelle scene violente già additate da Wertham. Sebbene il rapporto finale della commissione non riconoscesse espressamente una qualche colpa ai fumetti, esso auspicava che gli editori provvedessero volontariamente a edulcorare il contenuto dei propri prodotti; fu forse interpretando tale nota come una velata minaccia di censura che gli editori costituirono la Comics Code Authority, con compiti di autocensura. Il codice dell'Authority non bandiva solamente le immagini violente, ma intere parole e concetti (ad esempio "terror" e "zombies"), e prescriveva che i criminali fossero sempre puniti. In questo modo scomparvero moltissimi titoli, prime fra tutti quei crime comics tanto in voga negli anni passati, lasciando soltanto il filone dei supereroi, debitamente ripulito, a dominare il mercato. Wertham considerò il Comics Code inadeguato.

## Successivi sviluppi
Le opinioni di Wertham sui mass media hanno largamente messo in ombra il suo principale interesse verso i temi della violenza e della protezione dei bambini da stress psicologici. La sua produzione scritta sugli effetti della segregazione razziale furono portati come prova in un importante processo di fronte alla Corte Suprema (caso "Brown contro il Board of Education"), e parte del suo libro A Sign for Cain (1966) trattava del coinvolgimento nella Shoah di alcuni medici.
Wertham negò sempre di essere stato a favore di una censura sui fumetti, o di essere a priori contro di essi, e negli anni settanta concentrò i suoi interessi sugli aspetti positivi della sottocultura dei fan dei fumetti; nel suo ultimo libro, The World of Fanzines (1974), concluse che le fanzine fossero «a constructive and healthy exercise of creative drives» (“un esercizio costruttivo e salutare di spinte creative”). Ciò gli valse un invito a intervenire nel corso della Comic Art Convention di New York; la sua impopolarità presso i fan dei fumetti tuttavia era ancora ben diffusa e Wertham, sentendosi guardato con diffidenza, smise definitivamente di occuparsi di fumetti. Morì verso la fine del 1981.

## Wertham nei fumetti
Wertham e i suoi discorsi furono largamente parodiati negli stessi fumetti, ad esempio in Dr. Wirtham's Comix & Stories [sic!] (1977) e in The Maximortal, di Rick Veitch. Apparve anche nella miniserie Fanboy, nella quale vendeva fumetti per le sue ricerche; nel processo in cui il protagonista era accusato di aver venduto un fumetto per adulti a un minore, il personaggio di Wertham testimoniò che i fumetti non erano dannosi.
Un'altra parodia di Wertham apparve in Eightball, di Daniel Clowes. Il fumetto presentava molti dei punti chiave delle vecchie tesi di Wertham, salvo poi rappresentare i lettori e i collezionisti di fumetti come innocui nerd, incapaci di commettere qualunque atto criminale.

## Elenco parziale delle opere
- 1953: What Parents Don't Know, in Ladies' Home Journal, Novembre 1953, p. 50.
- 1954: Blueprints to Delinquency, in Reader's Digest, Maggio 1954, p. 24.
- 1954: Seduction of the Innocent, Amereon Ltd., ISBN 0848816579.
- 1955: It’s Still Murder, Saturday Review of Literature, Aprile 9, 1955, p. 11.
- 1968: A Sign for Cain: An Exploration of Human Violence, Hale, ISBN 0709102321.
- 1973: The World of Fanzines: A Special Form of Communication, Southern Illinois University Press, ISBN 0809306190.